# Atletismo nos Jogos Olímpicos de Verão de 2020 - Lançamento de dardo masculino
O evento do lançamento de dardo masculino nos Jogos Olímpicos de Verão de 2020 ocorreu entre os dias 4 e 7 de agosto de 2021 no Estádio Olímpico. Esperava-se que aproximadamente 35 atletas participassem, mas ao final competiram 32 atletas de 22 nações.

## Formato
O evento continua a usar o formato de duas fases (eliminatórias e final) introduzido em 1936. Nas eliminatórias cada competidor teve direito a três lançamentos para atingir a distância de qualificação de 83,50 metros; se menos de 12 atletas conseguissem, os 12 melhores (incluindo todos os empatados) avançavam.
Na final, cada atleta teve direito a três lançamentos iniciais; os oito primeiros atletas ao final da terceira rodada receberam três lançamentos adicionais para um total de seis, com o melhor a contar para o resultado final (os lançamentos da fase de qualificação não são considerados para a final).

## Calendário
Horário local (UTC +9)
| 4 de agosto   | 7 de agosto |
| 9:10          | 20:00       |
| ------------- | ----------- |
| Eliminatórias | Final       |

## Medalhistas
| Ouro   | IND Neeraj Chopra    |
| Prata  | CZE Jakub Vadlejch   |
| Bronze | CZE Vítězslav Veselý |

## Recordes
Antes desta competição, os recordes mundiais, olímpicos e regionais da prova eram os seguintes:
| Tipo | Atleta              | Marca   | Local  | Data                 |
| ---- | ------------------- | ------- | ------ | -------------------- |
|      | Jan Železný         | 98,48 m | Jena   | 25 de maio de 1996   |
|      | Andreas Thorkildsen | 90,57 m | Pequim | 23 de agosto de 2008 |

### Por região
| Região                             | Marca | Atleta           | Nação          |
| ---------------------------------- | ----- | ---------------- | -------------- |
| África                             | 92,72 | Julius Yego      | Quênia         |
| Ásia                               | 91,36 | Cheng Chao-tsun  | Taipé Chinesa  |
| Europa                             | 98,48 | Jan Železný      | Chéquia        |
| América do Norte, Central e Caribe | 91,29 | Breaux Greer     | Estados Unidos |
| Oceania                            | 89,02 | Jarrod Bannister | Austrália      |
| América do Sul                     | 84,70 | Edgar Baumann    | Paraguai       |

## Resultados

### Eliminatórias
Regra de qualificação: marca padrão de 83,50 m (Q) ou pelo menos os 12 melhores atletas (q) avançam a final.
| Pos. | Grupo | Atleta              | CON                   | #1    | #2    | #3    | Marca | Notas                |
| ---- | ----- | ------------------- | --------------------- | ----- | ----- | ----- | ----- | -------------------- |
| 1    | A     | Neeraj Chopra       | IND Índia             | 86.65 | —     | —     | 86.65 | Q                    |
| 2    | A     | Johannes Vetter     | GER Alemanha          | 82.04 | 82.08 | 85.64 | 85.64 | Q                    |
| 3    | B     | Arshad Nadeem       | PAK Paquistão         | 78.50 | 85.16 | —     | 85.16 | Q                    |
| 4    | B     | Jakub Vadlejch      | CZE República Checa   | 79.27 | 78.96 | 84.93 | 84.93 | Q,                   |
| 5    | A     | Lassi Etelätalo     | FIN Finlândia         | 84.50 | —     | —     | 84.50 | Q,                   |
| 6    | B     | Julian Weber        | GER Alemanha          | 84.41 | —     | —     | 84.41 | Q                    |
| 7    | A     | Alexandru Novac     | ROU Romênia           | 83.27 | 80.90 | X     | 83.27 | q,                   |
| 8    | A     | Vítězslav Veselý    | CZE República Checa   | X     | 83.04 | X     | 83.04 | q,                   |
| 9    | B     | Aliaksei Katkavets  | BLR Bielorrússia      | 81.08 | 81.73 | 82.72 | 82.72 | q                    |
| 10   | B     | Andrian Mardare     | MDA Moldávia          | 80.69 | 78.95 | 82.70 | 82.70 | q                    |
| 11   | A     | Pavel Mialeshka     | BLR Bielorrússia      | X     | 82.17 | 82.64 | 82.64 | q                    |
| 12   | A     | Kim Amb             | SWE Suécia            | 82.40 | 79.87 | X     | 82.40 | q,                   |
| 13   | A     | Ihab Abdelrahman    | EGY Egito             | 81.67 | 81.92 | X     | 81.92 |                      |
| 14   | A     | Edis Matusevičius   | LTU Lituânia          | 79.50 | 81.24 | 80.13 | 81.24 |                      |
| 15   | B     | Anderson Peters     | GRN Granada           | 80.42 | 79.71 | 78.28 | 80.42 |                      |
| 16   | B     | Keshorn Walcott     | TTO Trinidad e Tobago | 76.13 | 79.13 | 79.33 | 79.33 |                      |
| 17   | B     | Oliver Helander     | FIN Finlândia         | 78.81 | X     | X     | 78.81 |                      |
| 18   | A     | Gatis Čakšs         | LAT Letônia           | X     | 78.73 | 78.02 | 78.73 |                      |
| 19   | B     | Takuto Kominami     | JPN Japão             | 72.56 | 78.39 | 78.07 | 78.39 |                      |
| 20   | A     | Cyprian Mrzygłód    | POL Polônia           | X     | X     | 78.33 | 78.33 |                      |
| 21   | B     | Curtis Thompson     | USA Estados Unidos    | 78.20 | 78.09 | 77.89 | 78.20 |                      |
| 22   | A     | Norbert Rivasz-Tóth | HUN Hungria           | 77.76 | 77.11 | X     | 77.76 |                      |
| 23   | A     | Rocco van Rooyen    | RSA África do Sul     | 77.41 | 74.40 | 74.99 | 77.41 |                      |
| 24   | B     | Julius Yego         | KEN Quênia            | X     | X     | 77.34 | 77.34 | Recorde da temporada |
| 25   | A     | Huang Shih-feng     | TPE Taipé Chinês      | 76.17 | X     | 77.16 | 77.16 |                      |
| 26   | A     | Toni Kuusela        | FIN Finlândia         | 72.75 | 76.96 | X     | 76.95 |                      |
| 27   | B     | Shivpal Singh       | IND Índia             | 76.40 | 74.80 | 74.81 | 76.40 |                      |
| 28   | B     | Marcin Krukowski    | POL Polônia           | X     | 74.65 | X     | 74.65 |                      |
| 29   | B     | Odei Jainaga        | ESP Espanha           | 73.11 | 70.77 | X     | 73.11 |                      |
| 30   | B     | Cheng Chao-tsun     | TPE Taipé Chinês      | 68.18 | 71.20 | X     | 71.20 |                      |
| 31   | B     | Bernhard Seifert    | GER Alemanha          | X     | X     | 68.30 | 68.30 |                      |
| —    | A     | Michael Shuey       | USA Estados Unidos    | X     | X     | X     | NM    |                      |

### Final
A final foi disputada em 7 de agosto, às 20:00 locais.
| Pos.              | Atleta             | CON                 | #1    | #2    | #3    | #4    | #5    | #6    | Marca | Notas                |
| ----------------- | ------------------ | ------------------- | ----- | ----- | ----- | ----- | ----- | ----- | ----- | -------------------- |
| Medalha de ouro   | Neeraj Chopra      | IND Índia           | 87.03 | 87.58 | 76.79 | X     | X     | 84.24 | 87.58 |                      |
| Medalha de prata  | Jakub Vadlejch     | CZE República Checa | 83.98 | X     | X     | 82.86 | 86.67 | X     | 86.67 | Recorde da temporada |
| Medalha de bronze | Vítězslav Veselý   | CZE República Checa | 79.73 | 80.30 | 85.44 | X     | 84.98 | X     | 85.44 | Recorde da temporada |
| 4                 | Julian Weber       | GER Alemanha        | 85.30 | 77.90 | 78.00 | 83.10 | 85.15 | 75.72 | 85.30 | Recorde da temporada |
| 5                 | Arshad Nadeem      | PAK Paquistão       | 82.40 | X     | 84.62 | 82.91 | 81.98 | X     | 84.62 |                      |
| 6                 | Aliaksei Katkavets | BLR Bielorrússia    | 82.49 | 81.03 | 83.71 | 79.24 | X     | X     | 83.71 |                      |
| 7                 | Andrian Mardare    | MDA Moldávia        | 81.16 | 81.73 | 82.84 | 81.90 | 83.30 | 81.09 | 83.30 |                      |
| 8                 | Lassi Etelätalo    | FIN Finlândia       | 78.43 | 76.59 | 83.28 | 79.20 | 79.99 | 83.05 | 83.28 |                      |
| 9                 | Johannes Vetter    | GER Alemanha        | 82.52 | X     | X     | —     | —     | —     | 82.52 |                      |
| 10                | Pavel Mialeshka    | BLR Bielorrússia    | 82.28 | 79.34 | 78.13 | —     | —     | —     | 82.28 |                      |
| 11                | Kim Amb            | SWE Suécia          | 77.22 | 78.31 | 79.69 | —     | —     | —     | 79.69 |                      |
| 12                | Alexandru Novac    | ROU Romênia         | 77.03 | 79.29 | X     | —     | —     | —     | 79.29 |                      |

Legenda
| Recorde mundial      | Recorde mundial (World record)               |                       | Recorde africano                      | Recorde africano (African) |                                           | Q | Classificado por posição (Qualified) |
| Recorde olímpico     | Recorde olímpico (Olympic record)            | Recorde da América    | Recorde da América (Americas)         | q                          | Classificado por melhor tempo (Qualified) |   |                                      |
| Melhor marca do ano  | Melhor marca do ano (World leading)          | Recorde asiático      | Recorde asiático (Asian)              | DNS                        | Não largou (Did not start)                |   |                                      |
| Recorde nacional     | Recorde nacional (National record)           | Recorde europeu       | Recorde europeu (European)            | DNF                        | Não terminou (Did not finish)             |   |                                      |
| Recorde pessoal      | Recorde pessoal do atleta (Personal best)    | Recorde da Oceania    | Recorde da Oceania (Oceania)          | DSQ / DQ                   | Desclassificado (Disqualified)            |   |                                      |
| Recorde da temporada | Recorde da temporada do atleta (Season best) | Recorde sul-americano | Recorde sul-americano (South America) | NM                         | Sem marca (No mark)                       |   |                                      |